# カーマ・スートラ

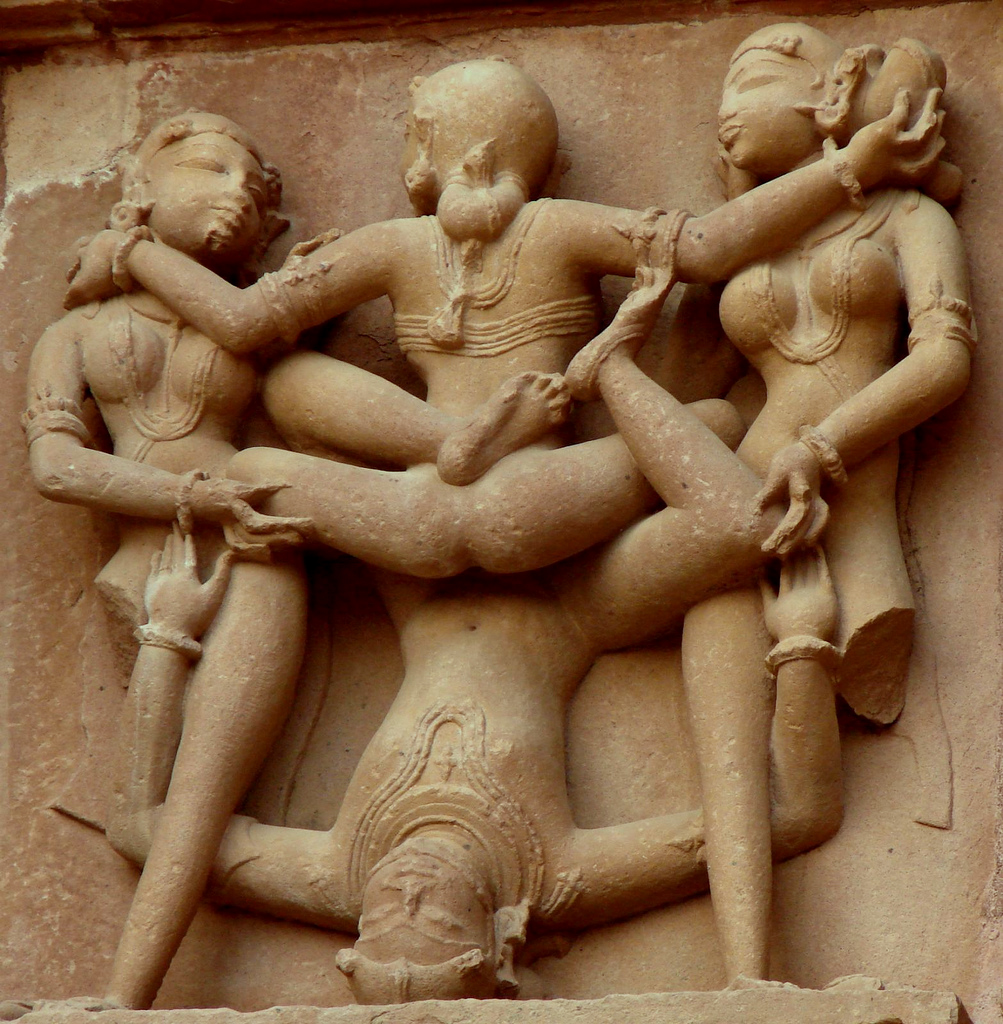
世界遺産であるカンダーリヤ・マハーデーヴァ寺院のミトゥナ（交合）像もカーマ・スートラに基づく

カーマ・スートラ（サンスクリット: Kāma Sūtra、कामसूत्र, 英: Kama Sutra）は、古代インドの性愛論書（カーマ・シャーストラ）で、推定でおよそ4世紀から5世紀にかけて成立した作品といわれており、現存するものとしては最古の経典である。『アナンガ・ランガ』『ラティラハスヤ』と並んでインド三大性典のひとつとされ、そのうちで最も重要なものとされる。また、『素女経』（中国・漢代）、『匂える園』（イスラム圏・15世紀）と並ぶ「世界三大性典」の一つである。
著者はヴァーツヤーヤナで、正式なタイトルは『ヴァーツヤーヤナ・カーマスートラ（Vātsyāyana Kāma Sūtra）』である。

## 概要
カーマ・スートラは、1000編におよぶといわれる現存する古代インドの性愛論書『カーマ・シャーストラ』のうち、最も古く重要な文献である。
カーマ（性愛）は、ダルマ（聖法）、アルタ（実利）とともに古来インドにおける人生の三大目的とされてきたが、ヴァーツヤーヤナはカーマの研究の重要性を説き、本書の最後には、情欲を目的としたものではないことをことわっている。
『カーマ・スートラ』は、7部35章に渡って書かれており、その内訳は以下の通り。第2部は赤裸々に性行為について綴ってあるため、特に有名である。
1. 導入部（全四章）　一般的な愛について。
2. 性交について（全十章）　接吻、前戯、性的絶頂、 88手の性交体位のリスト、 オーラルセックス、スパンキング、 変態性欲、三人婚、インド版九状（玉茎の動かし方）、性器の種類と大きさ。
3. 妻を得るには（全五章）　求愛 と 結婚
4. 妻について（全二章）　妻の適切な行為
5. 人妻について（全六章）　主に婦女誘惑の方法。
6. 娼婦（妓生）について（全六章）　妓女必須の64芸に巧み。特に演劇に詳しいことを求める。最高位はガニカー。
7. 他人を惹き付けるには（全二章）

当時のインド社会や人びとの生活を知るうえでも重要な歴史資料である。

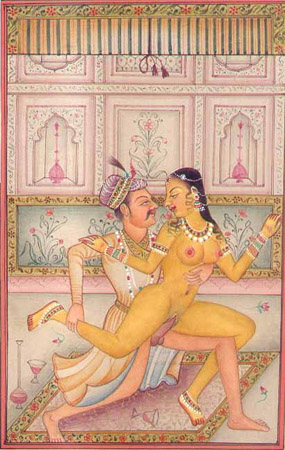
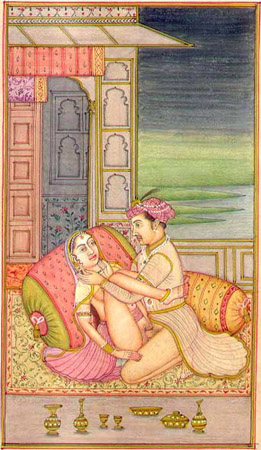
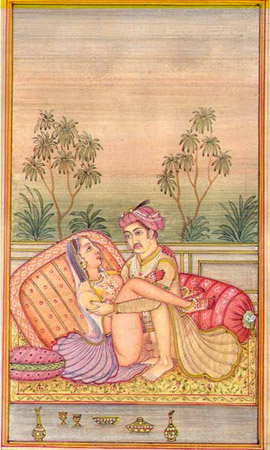
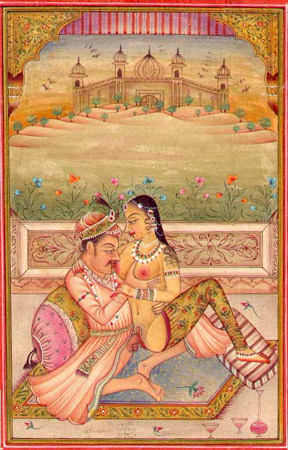
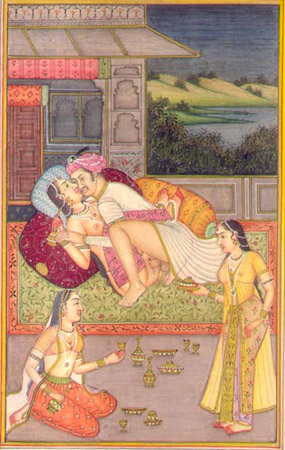
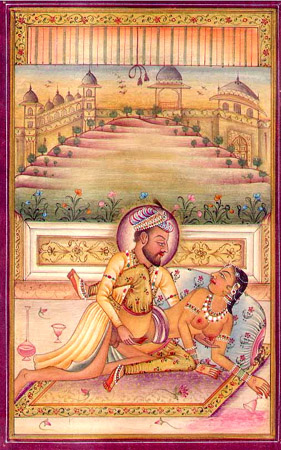

## 論点
In any period of life in which

one of the elements of the trivarga

- dharma, artha, kama -

is the primary one, the other two

should be natural adjuncts of it.

Under no circumstances, should any one of the

trivarga be detrimental

to the other two.

（訳：ダルマ、アーサ、カーマの―トリバルガの一つの要素のものにおいて、人生のいかなる時でも主要なものは一つである、他の二つは本質的にその付属物となるであろう。どんな場合でも、トリバルガのうちのいずれの一つが他の二つを損なうであってはならない。）
人類の文化の至る所で、ミシェル・フーコーの述べるには、「性の真実」（英: the truth of sex）は二つの過程によって生み出され共有されてきた。一つの方法は、「好色芸術」教本(英: "ars erotica" text)であった、それに対しもう一つは「性科学」文献(英: "scientia sexualis" literature)であった。前者は典型的に隠れた寄せ集めであり、友人関係或いは教師から生徒へと、一人の人から他の者へと分け与えられ、生理学なしに、感情と体験に焦点が絞られる。これらは性と人間の性的性質に関する真実の多くを隠埋する。後者は生物学、生理学、そして医学的教本で見られる類型の経験的研究であり、感情なしに、生理学と客観的な観察に関して焦点が絞られる。『カーマスートラ』は両方の領域に亘(わた)っている、とウェンディ・ドニガー （英語: Wendy Doniger）は述べる。カーマの本質に関する先行するサンスクリット学を引用しつつ、生理学、感情そして体験を、その引き出された形において、それは論じる。

### 社会階級制度
『カーマスートラ』は古代インドの社会学的情報と文化的環境の独特な出典の一つであり続けてきた。それは「隠すことなくほとんどすべての階層（バルナ、英:  varna）と階級（ジャティ、英:  jati）を明示する」、とドニガーは述べる。性的類型を含む、人間関係は、性別もしくは階級により隔離も抑圧もしない、むしろ個人の（アーサ（英:  artha）における成功の）富に結びつけられる。『カーマスートラ』の紙面の、愛人同士は「上流階級」ではないがしかし身だしなみ良く、社会的余暇活動に費やし、愛人を驚かす贈り物を買うには十分に「豊かに違いない」。本文の中にカーストの珍しい記事が見られる。それは法律上の妻を探す男とその「同じ「ジャティ」（カースト）の処女の他人」を誘うようすべきであるとの滑稽な話の助言である。総じて本文は、都会と田舎の両方を背景とした、階層と階級にわたって男女間の性的活動を描く。

### 宗教的教訓
『カーマスートラ』は、インド学とサンスクリット文学の学者の ルド・ロッチャー （英語:  Ludo Rocher）が述べるには、姦通を思いとどまらせるがしかしまた一方では「男が既婚の女を誘惑することを許すものである理由（「カラナ」）を列挙する少なくとも十五の経」に委ねる。未婚の処女、結婚してから夫から見捨てられた者、再婚しようとする 未亡人、高級娼婦のような、「ナイカ」（都会の娘）の異なった類型について、彼女らの恋愛教育もしくは性的教育、権利、社会的習俗について論じる場合に、バチャヤナは言及する。子供時代には、バチャヤナは、人はどうやって生計をたてるか学ぶべきだと言う；青年時代は遊びのための期間であり、歳をとるにつれ、人は人生の有徳さに集中すべきであり、輪廻からの解脱を望むようになる。

### 親密を示す行為と前戯
バチャヤナの『カーマスートラ』は、愛人同士の性行為の前や最中のこれらを含む、多様な形（英:  form）の親密さを示す行為を記す。例えば、「アリガナ（抱擁、英:  alingana）」の八つの形の"sphrishtaka"、"viddhaka"、"udghrishtaka"、"piditaka"、"lataveshtitaka"、"vrikshadhirudha"、"tilatandula"及び"kshiranira"について本文の2.2.7-23節で論じる。
最初の四つは相互の愛情の現われであるが、しかし非性的である。後の四つはバチャヤナが薦める前戯中と性的な愛情を表す行為の中での肉体的快楽を高める抱擁の姿勢である。今は残っていない―バブラヤ学派由来のインドの文献から、これら八つの抱擁の範疇についてバチャヤナは引用する。親密さを示す多くの姿勢は肉体的快楽の感覚の結合に引き込む意思を反映し手段を与える。つまりバチャヤナによれば、「ララチカ」の姿勢は相互に感じると同時に「女性の姿態の豊かな美点」を男性が視覚的に真価を認めることをさせる、とS.C.ウパジャヤナは述べる。

### 同性愛関係
二人の女性の間と同様にして、二人の男性の間のオーラルセックスのような同性愛関係を記述する詩歌即ち韻文を『カーマスートラ』は含む。レスビアン関係は第二本の第五と第八章で広範囲に含まれる。

### 恋愛遊戯と求婚
三世紀の文献は、現代の文脈にも響き亘る、恋愛遊戯のような主題を含む、と ニューヨーク・タイムズ・リビューは述べる。例えば、若い男が或る女性を引き付けようとして、宴会を開くべきである、そして来客に詩を朗唱するよう招くことをそれは提案する。その宴会で、或る詩は一部が失われているように読むべきである、そしてその客たちはその詩を完全にするよう作り出すよう競うべきである。別の例では、川泳ぎのような、若い男女が一緒に遊びに出かけることを『カーマスートラ』は提案する。少年は彼の意中の少女から離れて水に潜り、そして潜って泳いで彼女に近づき、水中から現れて彼女を驚かして、彼女をちょっとだけ触ってまた潜り、彼女から離れるようすべきである。

## 原典からの主な和訳書または注釈書
- 『完訳　カーマ・スートラ』　岩本裕訳著、平凡社東洋文庫、1998年、ISBN 4582806287
- 『ビジュアル版　カーマスートラの世界』 ランス・デイン、山下博司訳、東洋書林、2009年、ISBN 4887217633
- 『バートン版　カーマ・スートラ』 大場正史訳、角川文庫ソフィア　改版1997年。「バートン版」と呼ばれることの多いリチャード・バートンとフォスター・アーバスノット（英語版）による英訳に基づいた版[15][16]

## 引用文献

### 書籍
- Doniger, Wendy (2016). Redeeming the Kamasutra.  Oxford University Press. pp. 21 - 23. ISBN 978-0-19-049928-0
- Foucault, Michel (2012). The History of Sexuality: An Introduction. Knopf Doubleday. pp. 57-73. ISBN 978-0-307-81928-4
- Vatsyayana; SC Upadhyaya (transl) (1965). Kama sutra of Vatsyayana Complete translation from the original Sanskrit. DB Taraporevala (Orig publication year: 1961). pp. 11 - 12. OCLC 150688197

### 新聞
- Smith, Dinitia (2002年5月4日). “A New Kama Sutra Without Victorian Veils”.  The New York Times{{cite news}}:  CS1メンテナンス: ref=harv (カテゴリ)

### 雑誌
- Rocher, Ludo (1985). “The Kamastra: Vtsyyana's Attitude toward Dharma and Dharmastra”. Journal of the American Oriental Society 105 (3):  521 - 529. doi:10.2307/601526. JSTOR 601526.